# Lenguas élficas
Dentro del universo ficticio creado por J. R. R. Tolkien y que aparece en novelas como El Señor de los Anillos y El Silmarillion, existen varias lenguas élficas. Tolkien, filólogo de profesión, dedicó numerosos años al desarrollo de estas lenguas. 
También creó un sistema de escritura denominado tengwar que puede ser utilizado para escribir tanto para lenguas ficticias y no ficticias. Un ejemplo de palabra en élfico es Fangren, que significa «guerrero».
Entre las lenguas élficas más desarrolladas se encuentran:
- El quenya, hablado por los Altos Elfos Noldor.
- El sindarin, propio de los Elfos Grises.

## Listado de películas  en la que salen elfos usando estas lenguas
- El Señor de los Anillos: la Comunidad del Anillo
- El Señor de los Anillos: las dos torres
- El Señor de los Anillos: el retorno del Rey
- El hobbit: un viaje inesperado
- El hobbit: la desolación de Smaug
- El hobbit: la batalla de los Cinco Ejércitos
- Crónicas de Navidad
- The Christmas Chronicles 2

- Datos: Q1067836